# Biotope Buche di ghiaccio
Pour les articles homonymes, voir Buche.
Le biotope Buche di ghiaccio (en allemand : Biotop Eppaner Eislöcher) est une zone naturelle protégée du Tyrol du Sud créée en 1998. Il occupe une superficie de 12,22 ha entre les municipalités d'Appiano sulla Strada del Vino et Caldaro sulla Strada del Vino dans la province autonome de Bolzano. 
La zone du biotope correspond en partie au site homonyme d’intérêt communautaire et à la zone de conservation spéciale (IT3110033), d’une superficie de 28 ha.